# Stand de tir de Balard
Le stand de tir de Balard, situé dans le 15e arrondissement de Paris, est un ancien centre d'entraînement destiné à la Police nationale française.
Pendant la Seconde Guerre mondiale, c'est un lieu de torture et d'assassinat perpétrés par les nazis. 
Ce lieu a disparu dans les années 1960 avec la construction de bâtiments de bureaux et de logements.

## Situation
Le stand de tir de Balard était situé dans le champ de manœuvre d'Issy-les-Moulineaux (mais toutefois situé sur le territoire de Paris dans le 15e arrondissement). Il est séparé de l'ancienne BA 117 par le percement de l'avenue de la Porte-de-Sèvres en 1965.
Ce champ de manœuvres était un pentagone délimité par le quai d'Issy, le boulevard Victor, la rue de la Porte-d'Issy, à Paris 15e et la rue Jeanne-d'Arc, la rue Guynemer, le boulevard Gambetta et le boulevard Gallieni à Issy-les-Moulineaux. Il vit, en 1905, les essais des premiers aéroplanes où fut tué accidentellement en 1911 le ministre de la Guerre, Maurice Berteaux.
C'est actuellement une partie du parc Suzanne Lenglen situé sur l'ancien héliport de Paris, inauguré en 1957.

## Monument commémoratif
Une plaque commémorative comportant les noms des 143 fusillés (officiellement) au stand de tir a été apposée le 23 avril, avenue de la Porte-de-Sèvres, sur le mur du bâtiment de la DGA, exactement là où était placé le stand. Dans le cadre des travaux de construction du nouveau ministère de la Défense, la plaque a été déplacée du côté de l'ancienne base aérienne 117, puis remise à son emplacement d'origine au terme des travaux.

## Historique
Le stand de tir est créé en 1938 pour l'entraînement des policiers. Il comporte un stand de 200 mètres et un autre de 50 mètres. La Geheime Feldpolizei (GFP)  disposait du stand pour torturer et massacrer les résistants. Ce lieu d'exécution est « découvert » à la libération de Paris.
Malgré un secret total de la part des nazis, des « signes » avaient traversé le champ de manœuvre et, fin août 1944, lors de la libération de la ville de Paris, des personnes vont en reconnaissance vers le ministère de l'Air, qui était occupé par la Luftwaffe depuis juin 1940. Parmi ces curieux, le commissaire de police Henri Danty et le photographe Roger Schall qui vont découvrir l'horreur du stand de 50 mètres. Le rapport établi par le commissaire Henri Danty indique en particulier :
- 3 poteaux d'exécution criblés de balles, dont l'un est presque sectionné par les balles, sur lesquels sont accrochés des bandeaux et des cordages (destinés aux suppliciés) ;
- 6 poteaux rasés, sectionnés par les balles et 6 poteaux neufs, rangés le long du mur ;
- un mur recouvert d'amiante qui portait des centaines de traces de mains ;
- des cercueils contenant chacun plusieurs corps ;
- des fours où probablement ont été brûlés les corps de ceux des martyrs qui n'ont jamais été retrouvés[4].

Ce lieu tragique disparaît le 24 juin 1964 lors de travaux de construction d’un bâtiment administratif et de logements pour les troupes, son état de délabrement n'ayant pas permis de le conserver à titre de monument historique.

## Le mur d’amiante
La construction du mur d’amiante témoigne d’une parfaite connaissance de ses caractéristiques. L’amiante est incombustible. On peut le chauffer jusqu'à 550 °C sans modification de sa structure, et jusqu'à 1 000 °C sans qu’il se décompose.
On suppose que des câbles électriques traversaient le mur et alimentaient des résistances chauffant le mur à de très hautes températures. Les résistants qui tombaient sur le mur y laissaient leur vie mais également l’empreinte de leurs mains.

## Les victimes
Le premier massacre eut lieu le 6 juillet 1942, il fut exécuté par le « Kommando für Kapital Verbrechen », chargé de « gérer » le stand de tir, sur ordre du « chef suprême des SS et de la police », Carl Oberg.
Au stand de tir de Balard furent torturées puis fusillées, selon les actes des décès déposés au service de l'état civil de Paris 15e, 143 personnes, parmi lesquelles :
- cinq martyrs du lycée Buffon ;
- le réseau de renseignement et d'action de Robert Beck ;
- des francs-tireurs et partisans, dont :
  - Gaston Carré,
  - Raymond Losserand,
  - Robert Marchand ;
- des membres de l'Organisation spéciale, dont :
  - Pierre Rebière ;
- des membres du Réseau du musée de l'Homme, dont :
  - Jehan de Launoy ;
- des membres et anciens membres du Parti communiste français, dont :
  - Clément Desusclade ;
- des FTP-MOI ;
- des gaullistes ;
- des résistants Nacht und Nebel (Nuit et Brouillard) non identifiés et dont les corps ont probablement été brûlés[4].

## Filmographie
- Certaines scènes du film de Jean-Pierre Melville, L'Armée des ombres, tourné sur le champ de tir du camp militaire de Satory, évoquent le stand de tir de Balard.